# Pararuellia
Pararuellia, biljni rod iz porodice primogovki smješten u podtribus Erantheminae, dio tribusa Ruellieae, potporodica Acanthoideae. Sastoji se od 11 vrsta iz južne Kine, Indokine, Vijetnama, Sumatre, Filipina. Opisan je u Verh. Kon. Akad. Wetensch,. Afd. Natuurk., Sect. 2) 45(1): 25. 1948. 

## Opis
Višegodišnje zeljasto bilje kratkih stabljika i nasuprtotnih listova. Cvjetovi sjedeći. Vjenčić bijel, plavkast ili ružičast; prašnika 4. Čahura cilindrična, 8-16 sjemenki; prisutna retinakula. Sjeme je lećasto (lentikularno), dlakavo s higroskopnim dlakama. Pararuellia se navodno razlikuje od Ruellije po svom polenu, koji ima "sićušne bodlje, papile ili granule. Generički status Pararuellia je upitan i zaslužuje dodatno proučavanje.

## Vrste
1. Pararuellia alata H.P.Tsui; kineski endem
2. Pararuellia cavaleriei (H.Lév.) E.Hossain; kineski endem
3. Pararuellia delavayana (Baill.) E.Hossain; kineski endem
4. Pararuellia flagelliformis (Roxb.) Bremek. & Nann.-Bremek.
5. Pararuellia glomerata Y.M.Shui & W.H.Chen; kineski endem iz Yunnana
6. Pararuellia hainanensis C.Y.Wu & H.S.Lo; kineski endem sa Hainana
7. Pararuellia lowei (S.Moore) Bremek. & Nann.-Bremek.; vijetnamski endem
8. Pararuellia napifera (Zoll.) Bremek. & Nann.-Bremek.
9. Pararuellia nudispica (C.B.Clarke) Bremek. & Nann.-Bremek.; endem sa Palawana
10. Pararuellia poilanei (Benoist) Bremek. & Nann.-Bremek.; vijetnamski endem
11. Pararuellia sumatrensis (C.B.Clarke) Bremek. & Nann.-Bremek.; tipična vrsta